# TTL 7447

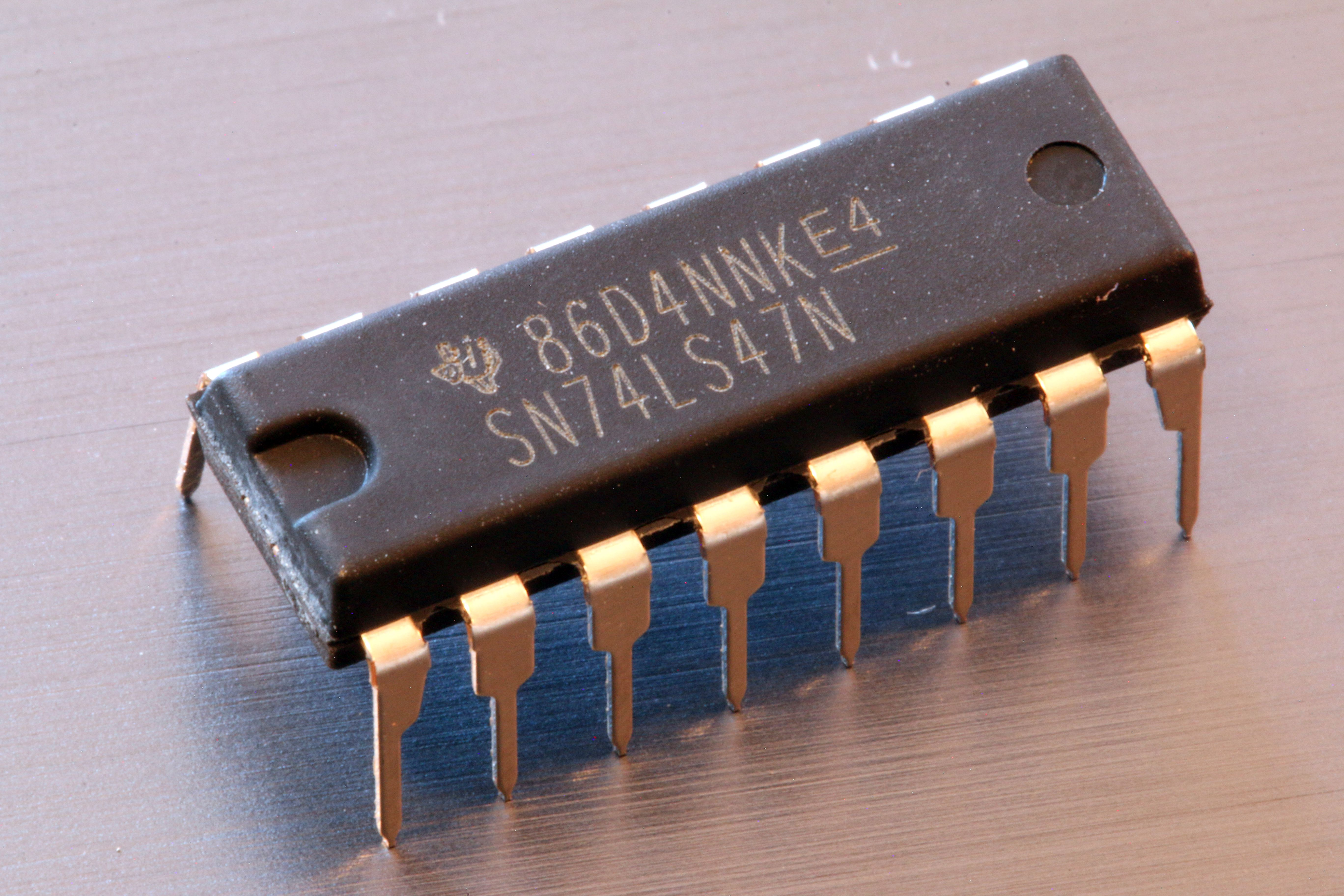
Circuito integrado SN74LS47N da Texas Instruments

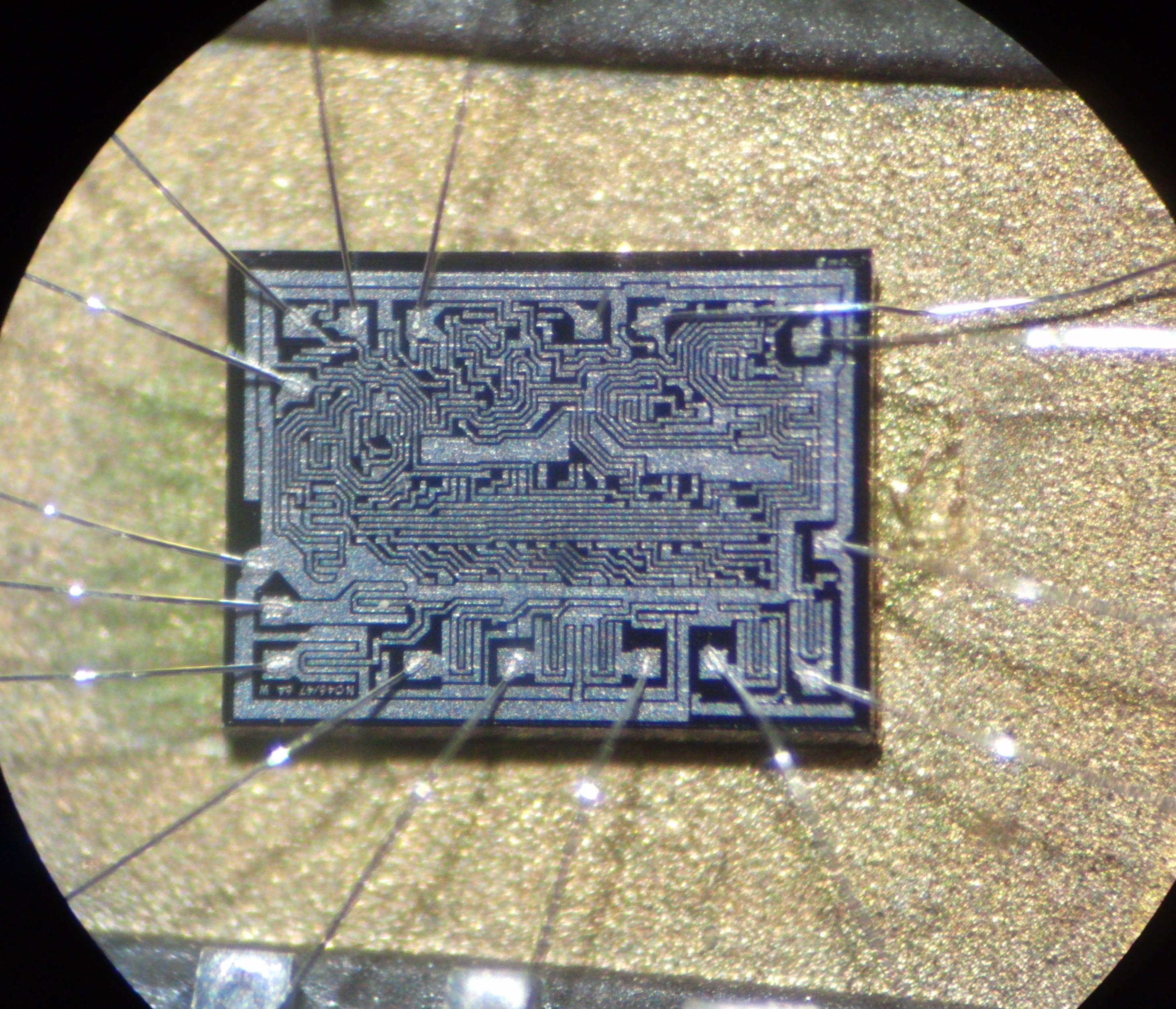
Um die de circuito integrado 7447A da Fairchild

O circuito integrado TTL 7447 é um dispositivo TTL encapsulado em um invólucro DIP de 16 pinos que contém um decodificador BCD para display de sete segmentos com saídas de 15V em coletor aberto.